# Feierliche Übersetzung der kaiserlich-königlichen-auch-herzoglich-österreichischen höchsten Leichen

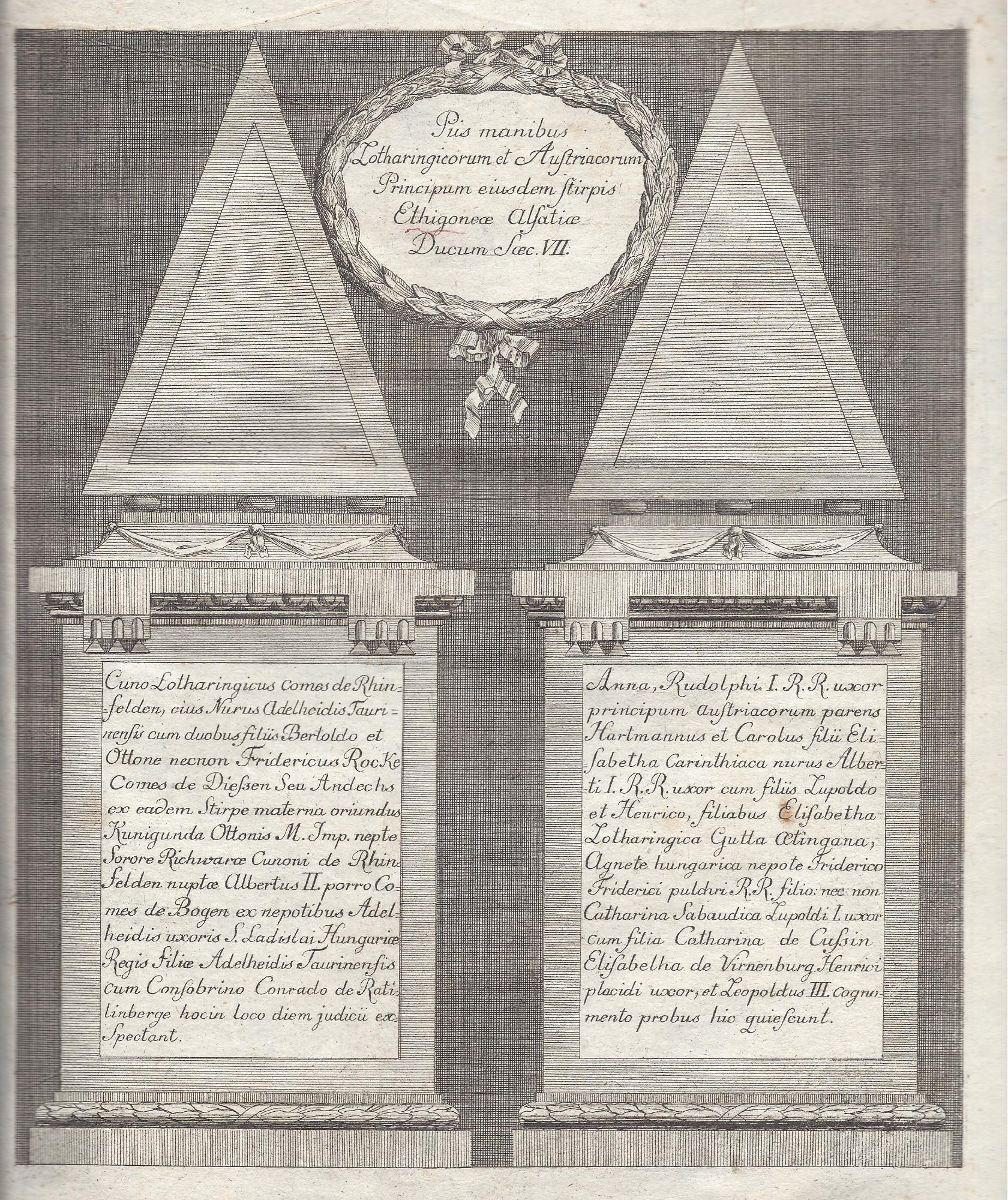
Die Epitaphe aus der Fürstengruft im Dom St. Blasien, 1785

Die Feierliche Übersetzung der kaiserlich-königlichen-auch-herzoglich-österreichischen höchsten Leichen am 14. November 1770 war eine von Fürstabt Martin Gerbert initiierte kirchenpolitische Maßnahme zum Erhalt der Benediktinerabtei St. Blasien im Vorfeld der Säkularisation. Der anachronistische mit Pompa funa (Pomp funèbre) inszenierte Leichenzug markiert das Ende barocker öffentlicher Feierlichkeiten in Vorderösterreich. Der sich im Schritt bewegende Zug bewältigte an diesem Tag auf einer ansteigenden Strecke von etwa 23 Kilometern mit 650 Metern Höhenunterschied mehrere Stationen, Übergaben und zeremonielle Handlungen.

## Vorgeschichte
In den 1760er Jahren entwickelte sich in Wien als Nebenzentrum der europäischen Aufklärung eine kritische Einstellung gegenüber geistlichen Orden und Klöstern, die zunehmend die Kaiserin Maria Theresia und ihre Ratgeber einnahm. In dieser Situation suchte der Fürstabt von St. Blasien Martin Gerbert nach einer tragfähigen Strategie und nach Konzepten zum Erhalt der altehrwürdigen Benediktinerabtei St. Blasien.
Die Äbte von St. Blasien betrachteten sich als erste Vikare des Hauses Habsburg. Die habsburgische Grablege in Königsfelden, sieben Kilometer vom blasianischen Dinghof in Kirchdorf entfernt, stand daher auch nach der eidgenössischen Eroberung des Aargaus 1415 im Fokus der Abtei St. Blasien. Bereits auf Wunsch von Fürstabt Franz Schächtelin wurde die Grablege 1739 geöffnet und untersucht. Martin Gerbert, der 1769 Material für eine geschichtswissenschaftliche Abhandlung über die Grabstätten der frühen Angehörigen des Hauses Habsburg sammelte, überkam bei seiner zweiten Untersuchung der renovierungsbedürftigen habsburgischen Grabanlage im Kloster Königsfelden die Vision zu einem Wiederaufbau des 1768 niedergebrannten Klosterkirche Blasien als Gedenkdom und Gruft für die in der Eidgenossenschaft verwaisten Gebeine der Angehörigen des Hauses Habsburg. Mit dieser Maßnahme glaubte er das Wohlwollen des Kaiserhauses für die Abtei dauerhaft bewahren zu können.

## Ablauf

### Vorbereitungen

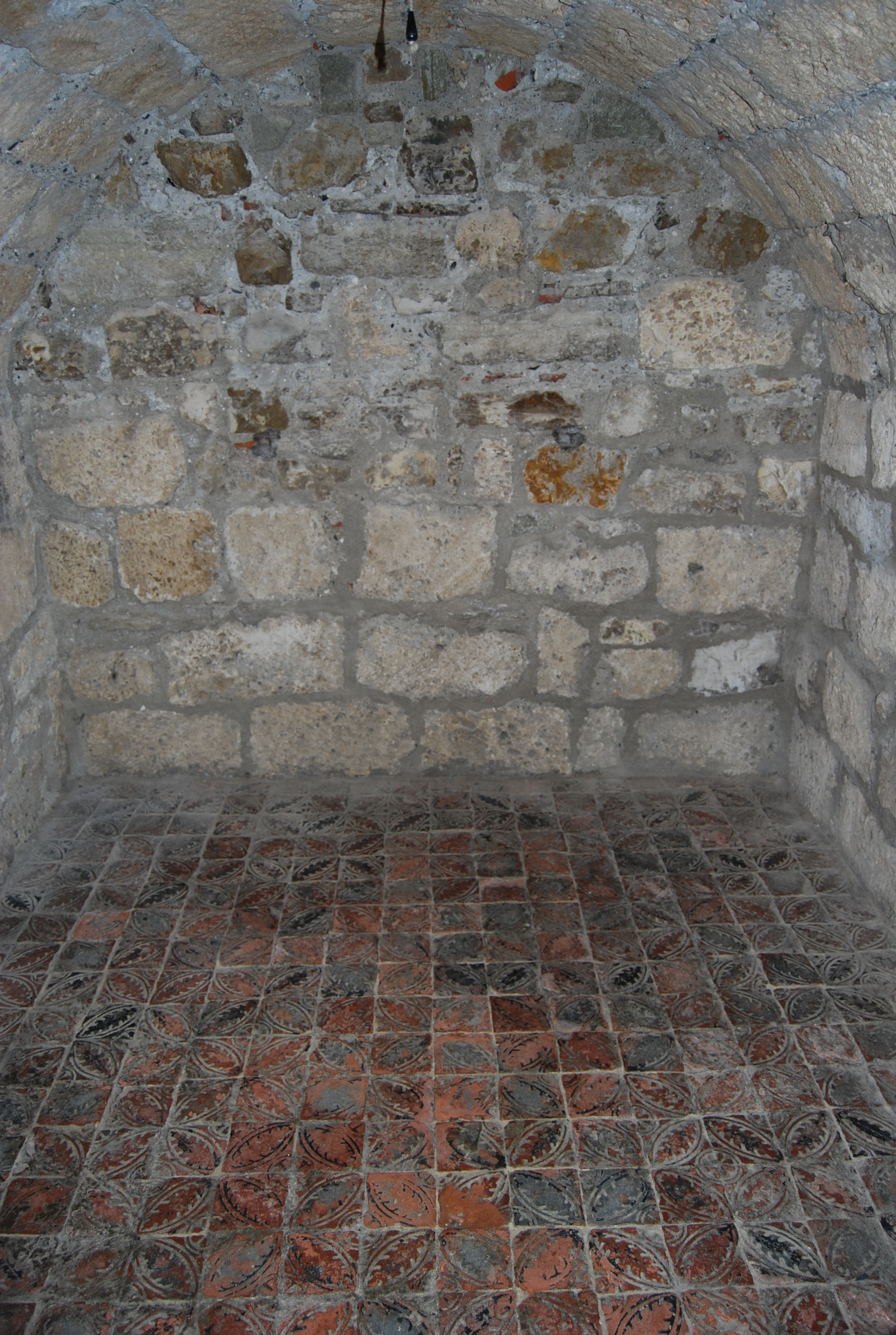
Die leere Habsburgergruft in der Klosterkirche Königsfelden

Dank seiner bilateral guten Beziehungen nach Innsbruck, Wien, Bern und Basel und einem gewissen Desinteresse der Beteiligten gelang es Martin Gerbert, in nur drei Monaten die Zustimmung zur Umbettung der sterblichen Überreste von prominenten Angehörigen des Hauses Habsburg nach St. Blasien zu erhalten. Kaiserin Maria Theresia unterstützte das Projekt in einem Schreiben an die Berner und Basler Regierungen. Am 10. September 1770 wurden in der Klosterkirche Königsfelden sterbliche Überreste folgender Personen exhumiert:
1. Friedrich (* 1316; † wenige Tage nach Geburt) –  Sohn von Friedrich dem Schönen
2. Elisabeth von Görz-Tirol (* um 1262; † 1313) – Gemahlin von König Albrecht I.
3. Leopold I. (* 1290; † 1326) – Sohn von König Albrecht I.
4. Heinrich (* 1299; † 1327) –  Sohn von König Albrecht I.
5. Gutta (* 1302; † 1329) –  Tochter von König Albrecht I., Gemahlin des Ludwig VI. von Oettingen
6. Katharina von Savoyen (* um 1297–1304; † 1336) –  Gemahlin von Herzog Leopold I.
7. Elisabeth von Virneburg (* um 1303; † 1343) – Gemahlin von Herzog Heinrich
8. Katharina (* 1320; † 1349) – Tochter von Herzog Leopold I., Gemahlin des Enguerrand VI. de Coucy
9. Elisabeth (* um 1285; † 1352) – Tochter von König Albrecht I., Gemahlin des Friedrich IV. von Lothringen
10. Agnes (* um 1281; † 1364) – Tochter von König Albrecht I., Gemahlin des Königs Andreas III. von Ungarn
11. Leopold III. (* 1351; † 1386) – Sohn von Herzog Albrecht II.

Im Falle des 1316 im Kleinkindalter verstorbenen Friedrich (des Sohnes von Friedrich dem Schönen) wurden nur sechs aufgefundene Bretter seines Sarges entnommen und vom Berner Hofmeister Carl Ludwig Ougspurger an den vorderösterreichischen Regierungs- und Kammerrat Johann Nepomuk Freiherren von Wittenbach als zuständigem Hofkommissar übergeben. Die Leiche Friedrichs konnte nicht mehr aufgefunden werden. Der Freiherr von Wittenbach lagerte die Gebeine zunächst in der blasianischen Propstei Klingnau.

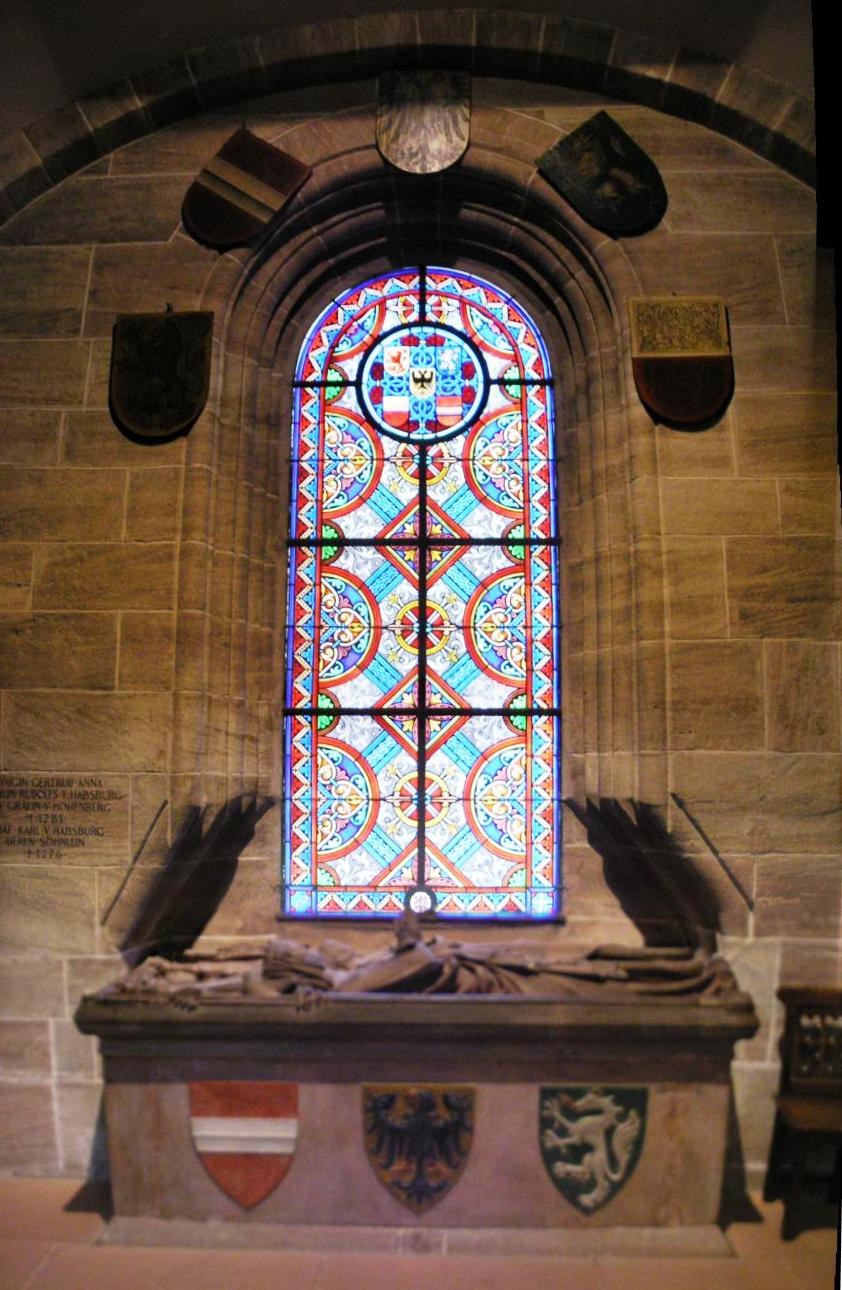
Das verwaiste Grabmal der Gertrud von Hohenberg im Basler Münster

An der Westwand des Königsfeldener Erbbegräbnisses erinnert eine Wandtafel an die Exhumierungen: Anno MDCCLXX. den 10ten Septembris, sind / obbeschriebene Erzt-Herzogliche Cörper auf / Ansuchen seiner Käyserl:Königl:Apostol:Mayestät, / mit Einwilligung eines Hohen Freystandes Bern, / denen geordneten Seiner Hochfürstl:Gnaden / deß Herren Abbten von St:Blasien, um in dasiger Stiffts-Kirche beygesetzt zu werden, durch den dieser Zeit / hier Regierenden H:Herren Hofmeister, / Carl Ludwig Ougsburger übergeben worden.
Franz Ludwig Haller, der das gut erhaltene Skelett von Leopold III. 1769, 1770 und nochmals 1806 untersuchte, beschrieb frontale und rechtstemporale Hieb- und Stichverletzungen des Schädels.
Intensive Nachforschungen im Kloster Töss ergaben keine Hinweise auf dort noch vorhandene habsburgische Bestattungen.
Am 10. November 1770 erfolgten im Basler Münster die Exhumierungen der sterblichen Überreste von:
1. Karl (* 1276; † wenige Tage nach Geburt) – Sohn von König Rudolf I.
2. Hartmann (* um 1263; † 1281) – Sohn von König Rudolf I.
3. Gertrud von Hohenberg (* um 1225; † 1281) – Gemahlin von König Rudolf I.

Die sterblichen Überreste dieser drei Habsburger wurden ebenfalls umgehend nach Klingnau verschifft.

### Ankunft der Gebeine in Österreich
Der weitere Transport der gesammelten Bestattungen führte von der blasianischen Propstei Klingnau, über die Aare und über den Rhein zur vorderösterreichischen Stadt Waldshut. Dort übergab der Freiherr von Wittenberg am 14. November 1770 nach der Anlandung im Waldshuter Rheinhafen die Bestattungen und bleiernen Beschriftungen der Särge an den k. u. k. Hofkommissar und österreichischen Repräsentanten in der Eidgenossenschaft Freiherrn Josef von Nagel. Von einem Trauerzug mit 24 Abteilungen aus Rats- und Regierungsmitgliedern, Einungsmeistern, der gesamten weltlichen Geistlichkeit, der Väter Kapuziner mit ihrem Kreuz und dem Posaunenchor der Stadtmusik wurde der repräsentativ ausgeschmückte Trauerwagen mit Pomp funèbre vor dem neu erbauten, mit Trauerflor ausgekleidetem Rathaus, an die Bevollmächtigten des Klosters St. Blasien übergeben. Von dort wurde der Trauerwagen von den Prälaten von St. Trudpert und St. Peter in vollem Ornat und einem Trauerzug in 15 Abteilungen in das Kloster St. Blasien geleitet. In Waldkirch an der Grenze zum blasianischen Zwing und Bann wurde der Zug vom Hauensteiner Landsturm und den Stadtmusikanten an die blasianischen Ordnungskräfte übergeben. Nach Anbruch der Dunkelheit erreichte der Zug das illuminierte St. Blasien und wurde dort mit militärischen Ehren empfangen. Auf einem eigens angefertigtem Trauerpodest erfolgte die erste Einsegnung durch den Fürstabt, dessen Rede in der titelgleichen Festschrift von 1770 mit einer Abbildung des Aufbaues von Johann Baptist Haas überliefert ist. Ein ausführlicherer und explizit illustrierter zweiter Bericht: De translatis Habsburgo-Austriacorum principium ... erschien 1772 in der Klosterdruckerei.

### Weg des Trauerzugs nach St. Blasien
Der Trauerzug folgte dem, bis heute nicht vollständig geklärten, frühneuzeitlichen Saumpfad vom Waldshuter Rheinhafen in das Kloster St. Blasien über Waldkirch und Höchenschwand. Die Strecke wurde 1780 nach Westen über den Gupfen und nördlich mit dem Doktorstich (der Leibarzt des Klosters hatte 1766 erfolgreich gegen die Trasse votiert) über Häusern abgeändert. Der Rheinhafen lag 1770 am Salzhaus unterhalb der Ochsensteige in Waldshut. Durch das Laufenburger Tor erreichte der Trauerzug das Waldshuter Rathaus in der Sonnengasse. Die Stadt verließ er durch das Waldkirchnertor in das Schmitzinger Tal. Durch den Spitalwald erreichte der Trauerzug in Waldkirch den blasianischen Zwing und Bann. Über Oberalpfen, Remetschwiel, Brunnadern, Tiefenhäusern wurde der höchste Punkt der Strecke in Höchenschwand erreicht. Von dort aus führte ein steil abfallender Teilabschnitt über das Albtal nach St. Blasien.

## Ausbaupläne der Grablege in St. Blasien

### Joseph II. in Königsfelden
Am 26. Juli 1777 stattete Kaiser Joseph II. auf seiner Rückreise von Frankreich Königsfelden einen kurzen Besuch ab, wobei er St. Blasien links der Wegstrecke liegen ließ. Zuvor hatte er Martin Gerbert in Freiburg getroffen und im Freiburger Münster am 20. Juli ein vom Fürstabt zelebriertes Hochamt besucht. Das offensichtliche Desinteresse des Kaisers an der Ahnengruft in St. Blasien war dem weiteren Ausbau des Projektes nicht förderlich. Der Kaiser beschäftigte sich in diesen Tagen mit einem viel weitreichenderen Projekt. Als Kompensation für die von ihm beanspruchte bayerische Thronfolge beabsichtigte er alle westlich von Konstanz gelegenen Besitzungen Karl Theodor von der Pfalz zu überlassen. Der Bayerische Erbfolgekrieg beendete die Unternehmung in den beiden Folgejahren.

### Geplante Fürstengruft in der Domkrypta

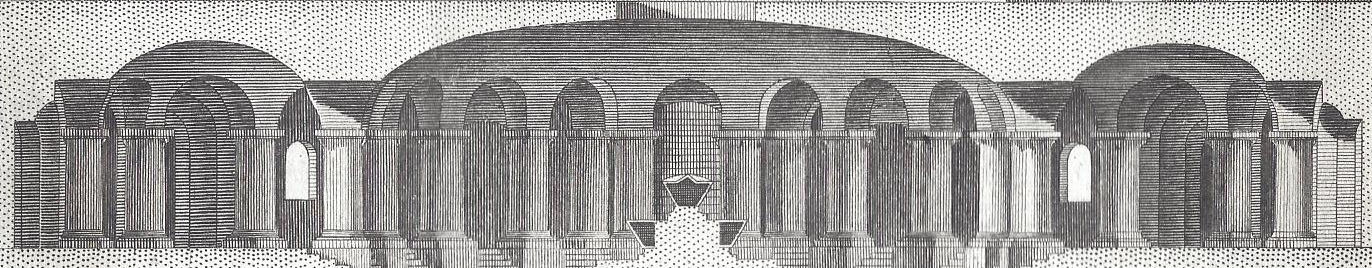
Riss d'Ixnards der nicht ausgeführten Fürstengruft, 1791

Die Fürstengruft in der Krypta des Doms zu St. Blasien befand sich bei der Ankunft des Trauerwagens allerdings noch in der Planungsphase. Daher wurden die in Kisten verpackten Gebeine einstweilen im Klosterarchiv zwischengelagert. Der monumentale Entwurf d'Ixnards für eine große Krypta mit Oberlicht unter der Domkuppel kam nicht zur Ausführung. 1778 wurden die Kisten nach einer Hochmesse, allerdings ohne größeres überregionales Aufsehen, in einer bescheidener dimensionierten Grabanlage unter der Orgel verbracht und dort erneut bestattet. D'Ixnards Entwurf eines Altars oder eines Grabmals für die Gruft hat sich als aquarellierte Zeichnung im Stift St. Paul erhalten.
Für den Altar der Gruft schenkte Maria Theresia dem Fürstabt am 9. Februar 1771 ein wahrscheinlich von Joseph Moser gefertigtes Büstenreliquiar des Hl. Leopold.
Die häufig gebrauchte Bezeichnung Habsburgergruft ist irreführend, da in St. Blasien Kuno von Rheinfelden und andere Hochadelige bestattet wurden, die nicht direkt dem Haus Habsburg angehörten. Daher ist die frühere Bezeichnung Fürstengruft zutreffender.
Die leere Grabkammer diente nach der Abwanderung der Benediktinermönche als Kartoffelkeller.

## Umzug nach St. Paul im Lavanttal
Magazin der Gebeinkisten
 in der Krypta von St. Paul im Lavanttal

Foto: Gerhard Trumler

Link zum Bild

(Bitte Urheberrechte beachten)

Epitaph mit den Wappen der Habsburger in St. Paul im Lavanttal

1805 regelte Freiherr Ferdinand Fechtig von Fechtenberg die Abwicklung der Benediktinerabtei St. Blasien, die von Kaiser Franz II. das Angebot erhalten hatte, in das Stift St. Paul im Lavanttal übersiedeln zu dürfen. Die Benediktiner unter ihrem letzten Fürstabt Berthold Rottler verließen im September 1807 St. Blasien. Die Gruft ließen sie einstweilen zurück, da die großherzoglich-badischen Behörden vor der Mitnahme ein schriftliches Ersuchen aus Wien forderten. Am 22. April 1808 konnte der zurückgebliebene Benediktiner Frowin Meister die Gebeine in ihren Kisten nach Stift Spital am Pyhrn umbetten. Da ihnen das dortige Kollegiatstift zu klein und das Klima zu rau war, übersiedelte der Konvent bereits 1809 nach St. Paul im Lavanttal, damit gelangten die Gebeine erst 1809 dauerhaft nach Kärnten.
1818 wurden die Gebeine zum vierten Mal eingesegnet und in St. Paul in einer eigens errichteten Tumba erneut bestattet. Da die vom Baumeister Pietro Rudolfi aus Udine errichtete Tumba infolge von Baumängeln durchfeuchtet war, mussten die verrotteten Kisten 1917 ausgetauscht und im Folgejahr zum fünften Mal bestattet werden. Die letzte Umbettung und Bestattung folgte 1936 nach dem Abriss der Tumba. Das derzeitige Magazin der Gebeinkisten liegt unter dem Hochaltar der Stiftskirche von St. Paul.